# Edmund von Thermann
Wilhelm Emil Edmund Freiherr von Thermann (ur. 6 marca 1884 w Kolonii, zm. 27 lutego 1951 w Bonn) – baron, doktor praw, niemiecki urzędnik konsularny i dyplomata, funkcjonariusz NSDAP i SS.
Wychowywał się w posiadłości Gollma koło Landsbergu w pruskiej prowincji Saksonia-Anhalt. Jego ojciec był sędzią sądu najwyższego. Syn ukończył Friedrich-Wilhelm-Gymnasium w Kolonii, studiował na uniwersytetach – w Lozannie, w Heidelbergu i Berlinie. W 1902 pełnił służbę wojskową w gdańskim pułku huzarów gwardii.
Po wstąpieniu w 1913 do niemieckiej służby zagranicznej, pełnił funkcje w przedstawicielstwach dyplomatycznych w Paryżu, Madrycie i Brukseli; od 1919 do 1921 w Budapeszcie (od 1919 w randze sekretarza, od 1920 radcy). Następnie w okresie lat 1921–1922 przebywał w Waszyngtonie (początkowo jako chargé d’affaires, od 1923 radca). Następnie powierzono mu funkcję konsula generalnego w Gdańsku (1925-1933) oraz początkowo posła, zaś od 1936 ambasadora w Buenos Aires (1933-1942). W 1942 został uznany przez rząd Argentyny za persona non grata i urlopowany przez Auswärtiges Amt do SS, w 1943 przeszedł na tymczasową emeryturę.
W 1933 wstąpił do NSDAP (nr 1508059) oraz do SS (nr 100 320). W 1933 promowany do stopnia podporucznika SS (SS-Untersturmführer), w 1942 generała brygady SS (SS-Brigadeführer).